# El Chupadero, Guanajuato
El Chupadero är en ort i Mexiko.   Den ligger i kommunen San José Iturbide och delstaten Guanajuato, i den centrala delen av landet, 220 km nordväst om huvudstaden Mexico City. El Chupadero ligger 2 209 meter över havet och antalet invånare är 138.
Terrängen runt El Chupadero är huvudsakligen kuperad, men åt nordost är den platt. Runt El Chupadero är det ganska tätbefolkat, med 124 invånare per kvadratkilometer. Närmaste större samhälle är San José Iturbide, 8,5 km nordost om El Chupadero. Trakten runt El Chupadero består till största delen av jordbruksmark.